# Bréchamps
Bréchamps és un municipi francès, situat al departament de l'Eure i Loir i a la regió de Centre – Vall del Loira. L'any 2007 tenia 327 habitants.

## Demografia

### Població
El 2007 la població de fet de Bréchamps era de 327 persones. Hi havia 136 famílies, de les quals 36 eren unipersonals (16 homes vivint sols i 20 dones vivint soles), 40 parelles sense fills, 52 parelles amb fills i 8 famílies monoparentals amb fills.
La població ha evolucionat segons el següent gràfic:
Habitants censats

### Habitatges
El 2007 hi havia 191 habitatges, 137 eren l'habitatge principal de la família, 48 eren segones residències i 6 estaven desocupats. 188 eren cases i 3 eren apartaments. Dels 137 habitatges principals, 121 estaven ocupats pels seus propietaris, 12 estaven llogats i ocupats pels llogaters i 4 estaven cedits a títol gratuït; 2 tenien dues cambres, 11 en tenien tres, 34 en tenien quatre i 90 en tenien cinc o més. 114 habitatges disposaven pel capbaix d'una plaça de pàrquing. A 45 habitatges hi havia un automòbil i a 85 n'hi havia dos o més.

### Piràmide de població
La piràmide de població per edats i sexe el 2009 era:
| Homes | Edats   | Dones |
| ----- | ------- | ----- |
| 0     | 95 o +  | 0     |
| 0     | 90 a 94 | 0     |
| 4     | 85 a 89 | 0     |
| 0     | 80 a 84 | 0     |
| 0     | 75 a 79 | 0     |
| 16    | 70 a 74 | 0     |
| 8     | 65 a 69 | 8     |
| 8     | 60 a 64 | 8     |
| 16    | 55 a 59 | 20    |
| 20    | 50 a 54 | 12    |
| 8     | 45 a 49 | 16    |
| 16    | 40 a 44 | 8     |
| 4     | 35 a 39 | 8     |
| 12    | 30 a 34 | 8     |
| 0     | 25 a 29 | 8     |
| 0     | 20 a 24 | 4     |
| 4     | 15 a 19 | 4     |
| 24    | 10 a 14 | 4     |
| 20    | 5 a 9   | 12    |
| 8     | 0 a 4   | 4     |

## Economia
El 2007 la població en edat de treballar era de 216 persones, 169 eren actives i 47 eren inactives. De les 169 persones actives 158 estaven ocupades (85 homes i 73 dones) i 11 estaven aturades (5 homes i 6 dones). De les 47 persones inactives 15 estaven jubilades, 12 estaven estudiant i 20 estaven classificades com a «altres inactius».

### Ingressos
El 2009 a Bréchamps hi havia 135 unitats fiscals que integraven 335 persones, la mediana anual d'ingressos fiscals per persona era de 23.217 €.

### Activitats econòmiques
Dels 16 establiments que hi havia el 2007, 4 eren d'empreses de construcció, 2 d'empreses de comerç i reparació d'automòbils, 1 d'una empresa d'hostatgeria i restauració, 1 d'una empresa d'informació i comunicació, 1 d'una empresa immobiliària, 6 d'empreses de serveis i 1 d'una empresa classificada com a «altres activitats de serveis».
Dels 4 establiments de servei als particulars que hi havia el 2009, 1 era un guixaire pintor, 1 fusteria, 1 electricista i 1 empresa de construcció.

## Poblacions més properes
El següent diagrama mostra les poblacions més properes.